# 准大臣

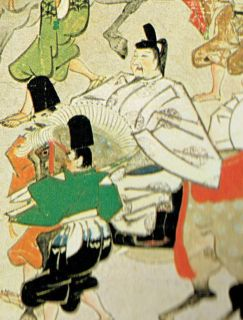
「儀同三司」初代准大臣藤原伊周

准大臣，是日本律令制下，朝廷給予朝廷中部分三位以上有功公卿的一項榮譽頭銜和相應的大臣待遇，而該頭銜在朝堂上的席位位列「大納言以上、大臣以下」。唐名稱之為儀同三司。被授予者會被稱呼為「准大臣宣下」。但日本南北朝時代後，律令官制普遍地「名譽化」，准大臣的身分也悄然變化，被視作正式官職，因為此時，律令官制管理全國各項事務的實際功能，已經被幕府所設立的各級武士官僚所取代。
日本歷史上首次出現「准大臣」頭銜的是在平安時代中期，一條天皇寬弘二年（1005年）2月25日時，從二位前太宰權帥藤原伊周被授予了位列大臣之下大納言之上，參與朝政的地位。隨後在寬弘五年（1008年），正式授予「准大臣」頭銜，並給予職封1000戶的俸祿，伊周將自己所受到的准大臣待遇描述為相當東漢以後歷代中國朝廷給予朝廷重臣「儀同三司」頭銜一般。

## 介紹
准大臣即日本從11世紀初期開始，給予朝廷中部分三位以上有功公卿，一項榮譽頭銜和相應的大臣待遇，可以享有介於大納言和大臣之間的地位和席次。因為自從日本進入武家的鐮倉時代（1185年－1333年）開始，五攝家和清華家等上層貴族家族都已經成型。而朝廷上的大臣職位就算加上身為令外官的內大臣，也不過只有4個大臣可以同時在職，且太政大臣一職還是非常設職位。故大臣的位置自鐮倉時代起便固定由五攝家和清華家的歷代嫡子上輪流擔任大臣的位置，並沒有多餘的大臣位置可以分配給其餘公家貴族。
因此，「准大臣」一職便很好地的成為那些已經成為大納言的公卿，卻沒有辦法晉升到內大臣的官員的一種替代品，雖說並非是正式設立的官職，但仍具有高於原有官職的地位和席次，並且也可以享有類似大臣的俸祿。如初代准大臣藤原伊周便被賞賜略高於內大臣職封800戶的1000戶俸祿。但此時大家還是普遍將准大臣視作名譽頭銜。
時光流逝，到了日本南北朝時代時（1331年－1392年），日本的律令官制實際上已經逐漸失去其原本的管理權力，官職逐漸名譽頭銜化，此時因為所有官職都被視作名譽銜，因此准大臣這個名譽職位也被視作與律令官職相等的地位。因此在而後的時代，准大臣便成為大臣家和羽林家、名家這些中等公家裡部分家族的極官，且多是曾經擔任過大納言的高級官員，並且隨著准大臣正式官職化，准大臣一職必須要位列從一位才能擔任。

## 歷代准大臣
該列表裡、在明治4年以前的年月日乃是採取日本的舊曆。薨去那格子裡，括弧内的數字是表達享年多少歲。而過世後才追封准大臣的贈官者添加於該表的最下面。
| 准大臣                                              | 家格     | 成為准大臣時的官位              | 成為准大臣後的經歷                                                             | 在任時間   | 成為准大臣時的天皇 | 備考                                                               |
| --------------------------------------------------- | -------- | ------------------------------- | ------------------------------------------------------------------------------ | ---------- | ------------------ | ------------------------------------------------------------------ |
| ふじわらの これちか 藤原 伊周                       | 攝家     | 從二位 前大宰權帥               | 寛弘5年（1008年）1月16日 准大臣宣下 - 寛弘7年（1010年）1月28日 薨去 （37）     | 2年        | 一条天皇           | - 原本官至内覽・内大臣 - 攝政關白藤原道隆的嫡子                    |
| ほりかわ もととも 堀川 基具                         | 清華家   | 從一位 前大納言                 | 弘安7年（1284年）3月1日 准大臣宣下 - 永仁5年（1297年）5月10日 薨去 （66）      | 5年6個月   | 後宇多天皇         | - 淳和獎學兩院別當                                                 |
| つちみかど さだざね 土御門 定實                     | 清華家   | 從一位 前大納言                 | 正應5年（1292年）8月14日 准大臣宣下 - 嘉元4年（1306年）3月30日 薨去 （66）     | 4年5個月   | 伏見天皇           | - 淳和獎學兩院別當                                                 |
| なかのいん みちより 中院 通頼                       | 大臣家   | 從一位 前權大納言               | 永仁5年（1297年）10月16日 准大臣宣下 - 正和元年（1312年）8月8日 薨去 （71）    | 7年        | 伏見天皇           | - 獎學院別當                                                       |
| いちじょう さねいえ 一條 實家                       | 攝家庶子 | 從一位 前權大納言               | 嘉元3年（1305年）12月8日 准大臣宣下 - 正和3年（1314年）5月28日 薨去 （65）     | 1個半月    | 後二條天皇         | - 攝政關白一條實經的庶子                                           |
| このえ かねのり 近衛 兼教                           | 攝家庶子 | 従一位 前權大納言               | 延慶3年（1310年）4月28日 准大臣宣下 - 延元元年（1336年）9月2日 薨去 （70）     | 約13年？   | 花園天皇           | - 関白近衛基平的庶子                                               |
| きたばたけ ちかふさ 北畠 親房                       | 清華家   | 入道 正二位 前大納言            | 元弘2年（1332年）？ 准大臣宣下 - 正平9年（1354年）4月17日 薨去 （62）          | 約19年？   | 後醍醐天皇         | - 淳和獎學兩院別當 - 出家後授予准大臣宣下                          |
| よしだ さだふさ 吉田 定房                           | 名家     | 從一位 前權大納言               | 建武元年（1334年）6月26日 准大臣宣下 - 延元3年（1338年）1月23日 薨去 （65）    | 2個半月    | 後醍醐天皇         |                                                                    |
| なかのいん ともみつ 中院 具光                       | 羽林家   | 從一位 前權大納言？             | 准大臣宣下日不詳 - 元中3年（1386年）2月以降 薨去 （不詳）                      | 不詳       | 長慶天皇？         | - 南朝授予的准大臣宣下 - 出家後授予准大臣宣下 - 中院義定為筆誤     |
| かでのこうじ かねつな 勘解由小路 兼綱 （廣橋 兼綱） | 名家     | 從一位 前權大納言               | 永德元年（1381年）9月4日 准大臣宣下 - 永德元年（1381年）9月26日 薨去 （67）    | 2日        | 後圓融天皇         | - 北朝授予的准大臣宣下                                             |
| さんじょう さねとし 三條 實音 （正親町三條 實音）   | 大臣家   | 從一位 大宰権帥 前権大納言      | 永徳2年（1382年）4月8日 准大臣宣下 - 至德3年（1386年）2月16日 薨去 （67）      | 3年10個月  | 後圓融天皇         | - 北朝授予的准大臣宣下                                             |
| までのこうじ なかふさ 萬里小路 仲房                 | 名家     | 從一位 前權大納言               | 永德2年（1382年）4月19日 准大臣宣下 - 嘉慶2年（1388年）6月2日 薨去 （66）      | 4年2個月   | 後小松天皇         | - 北朝授予的准大臣宣下                                             |
| よつつじ よしなり 四辻 善成                         | 賜姓王氏 | 從一位 前權大納言               | 嘉慶元年（1387年）12月8日 准大臣宣下 - 應永9年（1402年）9月3日 薨去 （77）     | 6年6個月   | 後小松天皇         | - 北朝授予的准大臣宣下 - 元四辻宮第3代 善成王 - 順德天皇的曾孫     |
| ひろはし かねのぶ 廣橋 兼宣                         | 名家     | 從一位 前大納言                 | 應永32年（1425年）4月27日 准大臣宣下 - 永享元年（1429年）9月14日 薨去 （53）   | 1日        | 稱光天皇           |                                                                    |
| ひの すけのり 日野 資教                             | 名家     | 入道 從一位 前權大納言          | 應永32年（1425年）4月27日 准大臣宣下 - 正長元年（1428年）4月29日 薨去 （73）   | 3年        | 稱光天皇           | - 出家後授予准大臣宣下                                             |
| ひのにし すけくに 日野西 資國                       | 名家     | 入道 正三位 前權大納言          | 應永35年（1425年）3月25日准大臣宣下 - 同日薨去 （64）                          | 1日        | 稱光天皇           | - 出家後授予准大臣宣下                                             |
| なかのいん みちあつ 中院 通淳                       | 大臣家   | 從一位 前權大納言               | 寶德3年（1451年）11月19日 准大臣宣下 - 寶德3年（1451年）11月28日 薨去 （54）   | 6日        | 後花園天皇         | - 淳和院別當                                                       |
| からすまる すけとう 烏丸 資任                       | 名家     | 從一位 前權大納言               | 長祿3年（1459年）3月12日 准大臣宣下 - 文明14年（1482年）12月16日 薨去 （66）   | 8年6個月   | 後花園天皇         |                                                                    |
| までのこうじ ふゆふさ 萬里小路 冬房                 | 名家     | 正二位 → 從一位 前權大納言      | 應仁元年（1467年）9月20日 准大臣宣下 - 文明7年（1475年）11月22日 捨身 (53）    | 半月       | 後土御門天皇       |                                                                    |
| ひろはし つなみつ 廣橋 綱光                         | 名家     | 從一位 前權大納言               | 文明9年（1477年）閏1月5日 准大臣宣下 - 文明9年（1477年）2月14日 薨去 （47）    | 1個半月    | 後土御門天皇       |                                                                    |
| かじゅうじ のりひで 勸修寺 教秀                     | 名家     | 正二位 → 從一位 前權大納言      | 明應5年（1496年）6月5日 准大臣宣下 - 明應5年（1496年）7月11日 薨去 （71）      | 3日        | 後土御門天皇       | - 後土御門天皇的舅舅                                               |
| まつのき むねつな 松木 宗綱                         | 羽林家   | 正二位 → 從一位 前權大納言      | 永正15年（1518年）8月24日 准大臣宣下 - 大永5年（1525年）8月2日 薨去 （81）     | 7日        | 後柏原天皇         |                                                                    |
| ひろはし もりみつ 廣橋 守光                         | 名家     | 正二位 → 從一位 前權大納言      | 大永6年（1526年）4月1日 准大臣宣下 - 同日薨去 （56）                           | 1日        | 後柏原天皇         |                                                                    |
| かじゅうじ ただとよ 勸修寺 尹豊                     | 名家     | 從一位 前權大納言               | 元龜3年（1572年）1月30日 准大臣宣下 - 文祿3年（1594年）2月1日 薨去 （92）      | 7日        | 正親町天皇         |                                                                    |
| なかやま たかちか 中山 孝親                         | 羽林家   | 正二位 → 從一位 前權大納言      | 天正6年（1578年）1月13日 准大臣宣下 - 天正6年（1578年）1月16日 薨去 （67）     | 4日        | 正親町天皇         |                                                                    |
| からすまる みつやす 烏丸 光康                       | 名家     | 正二位 → 從一位 前權大納言      | 天正7年（1579年）4月27日 准大臣宣下 - 同日薨去 （67）                          | 1日        | 正親町天皇         |                                                                    |
| かじゅうじ はるとよ 勸修寺 晴豊                     | 名家     | 從一位 權大納言                 | 慶長6年（1601年）1月11日 准大臣宣下 - 慶長7年（1602年）12月8日 薨去 （60）     | 1年11個月  | 後陽成天皇         | - 後陽成天皇的外伯父                                               |
| からすまる みつのぶ 烏丸 光宣                       | 名家     | 正二位 → 從一位 前權大納言      | 慶長16年（1611年）11月17日 准大臣宣下 - 慶長16年（1611年）11月21日 薨去 （63） | 5日        | 後水尾天皇         |                                                                    |
| ひろはし かねかた 廣橋 兼賢                         | 名家     | 從一位 前權大納言               | 寬文元年（1661年）12月24日 准大臣宣下 - 寛文9年（1669年）5月26日 薨去 （75）   | 7年5個月   | 後西天皇           |                                                                    |
| その もとよし 園 基福                               | 羽林家   | 正二位 → 從一位 前權大納言      | 貞享3年（1686年）5月16日 准大臣宣下 - 元禄12年（1699年）11月10日 薨去 （78）   | 13年6個月  | 靈元天皇           | - 靈元天皇的外伯父                                                 |
| まつのき むねあき 松木 宗顯                         | 羽林家   | 正二位 → 從一位 前權大納言      | 正德5年（1715年）12月28日 准大臣宣下 - 享保13年（1728年）4月28日 薨去 （71）   | 10年10個月 | 中御門天皇         |                                                                    |
| なかやま かねちか 中山 兼親                         | 羽林家   | 正二位 → 從一位 前權大納言      | 享保19年（1734年）10月24日 准大臣宣下 - 翌日薨去 （50）                        | 2日        | 中御門天皇         |                                                                    |
| むしゃのこうじ さねかげ 武者小路 實陰               | 羽林家   | 正二位 → 從一位 前權大納言      | 元文3年（1738年）9月26日 准大臣宣下 - 元文3年（1738年）9月30日 薨去 （78）     | 5日        | 櫻町天皇           |                                                                    |
| はむろ よりたね 葉室 賴胤                           | 名家     | 從一位 前權大納言               | 明和8年（1771年）8月1日 准大臣宣下 - 安永5年（1776年）5月2日 薨去 （80）       | 4年9個月   | 後桃園天皇         |                                                                    |
| ひろはし かつたね 廣橋 勝胤                         | 名家     | 從一位 前權大納言               | 安永5年（1776年）12月25日 准大臣宣下 - 天明元年（1781年）8月9日 薨去 （67）    | 4年8個月   | 後桃園天皇         |                                                                    |
| まつのき むねなが 松木 宗長                         | 羽林家   | 正二位 → 從一位 前權大納言      | 安永7年（1778年）1月15日 准大臣宣下 - 安永7年（1778年）1月19日 薨去 （69）     | 5日        | 後桃園天皇         |                                                                    |
| ひろはし これみつ 廣橋 伊光                         | 名家     | 從一位 前權大納言               | 文化10年（1813年）9月20日 准大臣宣下 - 文政6年（1823年）4月4日 薨去 （79）     | 9年7個月   | 光格天皇           |                                                                    |
| とくがわ はるさだ 德川 治濟 （一橋 治濟）           | 御三卿   | 入道 從一位 前權大納言          | 文政8年（1825年）7月18日 准大臣宣下 - 文政10年（1827年）2月20日 薨去 （77）    | 1年7個月   | 仁孝天皇           | - 武家官位 - 出家後授予准大臣宣下 - 江戶11代將軍德川家齊的實際父親 |
| ひの すけなる 日野 資愛                             | 名家     | 從一位 前權大納言               | 弘化2年（1845年）10月28日 准大臣宣下 - 弘化3年（1846年）3月2日 薨去 （67）     | 4個月      | 仁孝天皇           |                                                                    |
| ひろはし みつしげ 廣橋 光成                         | 名家     | 從一位 前權大納言               | 文久2年（1862年）閏8月5日 准大臣宣下 - 翌日薨去 （66）                         | 2日        | 孝明天皇           |                                                                    |
| なかやま ただよし 中山 忠能                         | 羽林家   | 正二位 → 從一位 議定 前權大納言 | 慶應4年（1868年）閏4月26日 准大臣宣下 - 明治21年（1888年）6月12日 薨去 （81）  | 1年2個月   | 明治天皇           | - 明治天皇的外祖父 - 中山慶子的父親                                |
|                                                     |          |                                 |                                                                                |            |                    |                                                                    |
| 贈准大臣                                            | 家格     | 生前的極位極官                  | 贈官日和過世日                                                                 | 没後       | 贈官時的天皇       | 備考                                                               |
| かじゅうじ まさあき 勸修寺 政顯                     | 名家     | 入道 從二位 前權中納言          | 天文9年（1540年）7月28日 贈准大臣 - 大永2年（1522年）7月28日 薨去 （71）       | 過世18年後 | 後奈良天皇         | - 後奈良天皇的舅舅 - 出典：『諸家傳』                              |
| おおぎまちさんじょう きみなか 正親町三條 公仲       | 大臣家   | 正三位 前權中納言               | 慶長5年（1600年）6月26日 贈准大臣 - 文禄3年（1594年）6月26日 薨去 （38）       | 過世6年後  | 後陽成天皇         | - 出典：『繞史愚抄』                                               |
| やなぎわら あつみつ 柳原 淳光                       | 名家     | 從一位 前權大納言               | 慶長18年（1613年）8月11日 贈准大臣 - 慶長2年（1597年）8月11日 薨去 （57）      | 過世16年後 | 後水尾天皇         | - 出典：『繞史愚抄』                                               |